# فاضل هندی

مقبره فاضل اصفهانی در تخت پولاد اصفهان

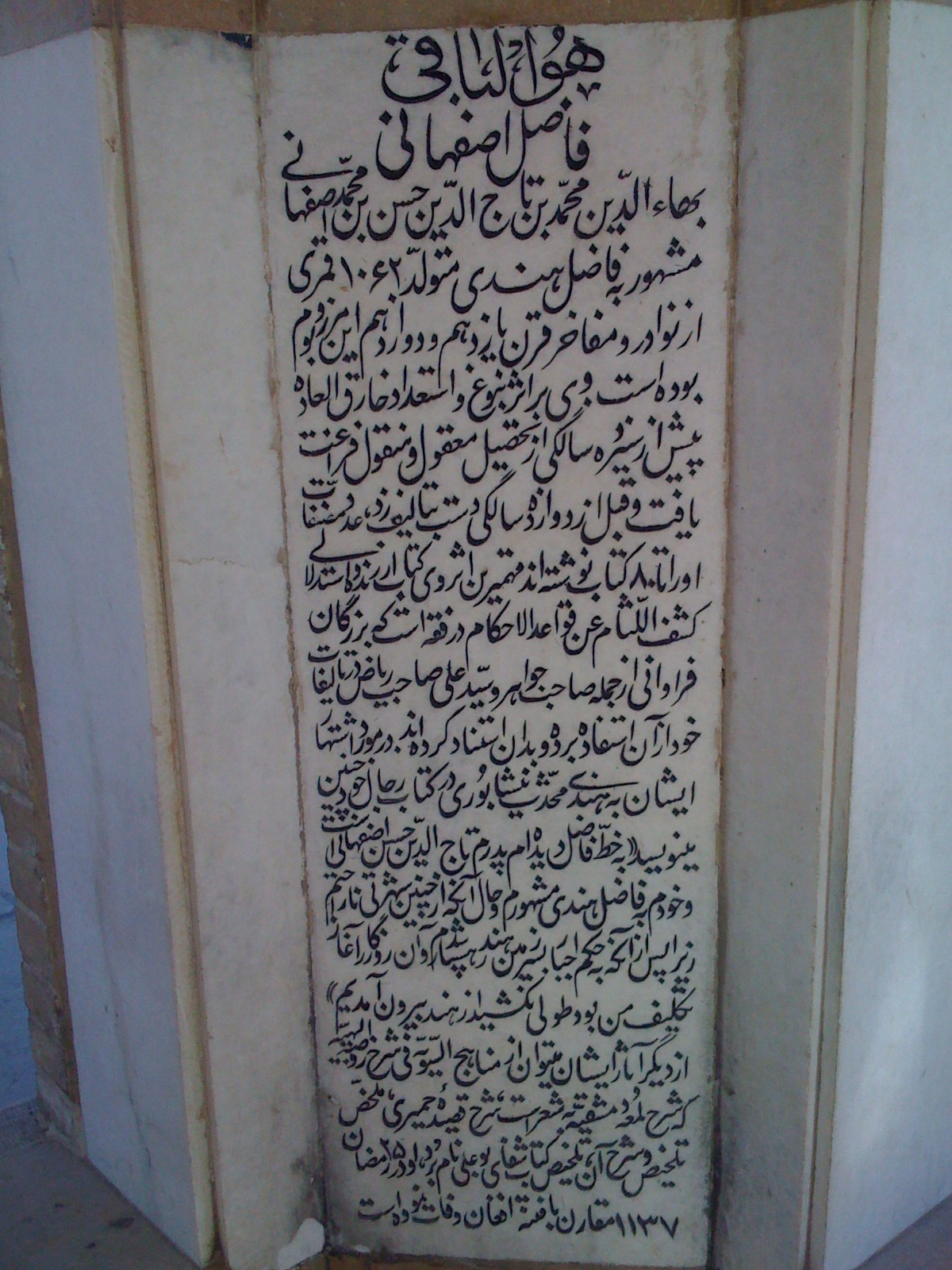
سنگ قبر فاضل اصفهانی

بهاءالدین محمد بن تاج‌الدین حسن بن محمد اصفهانی (زاده: ۱۰۶۲ (قمری) برابر ۱۰۳۱ خورشیدی - مرگ: ۲۵ رمضان ۱۱۳۷ (قمری) برابر ۱۷ خرداد ۱۱۰۴ خورشیدی) مشهور به فاضل هندی یا فاضل اصفهانی از مفاخر فقهی قرن ۱۱ و ۱۲ در اصفهان بوده است.

## زندگی‌نامه
بهاءالدین محمد فاضل هندی زاده ۱۰۶۲ (قمری) از دین‌آموختگان سده ۱۱ و ۱۲ اصفهان بوده است. در منابع اینگونه ادعا شده است که وی پیش از ۱۳ سالگی از تحصیل معقول و منقول فراغت یافت و قبل از ۱۲ سالگی دست به تألیف زد. عدد تألیفات او را تا ۸۰ کتاب نوشته‌اند.
در مورد اشتهار او به فاضل هندی، محدث نیشابوری در کتاب «رجال» خود چنین می‌نویسد: «به خط فاضل دیده‌ام پدرم تاج‌الدین حسن اصفهانی است، و خودم به فاضل هندی مشهورم، حال آنکه از چنین شهرتی ناراحتم زیرا پس از آنکه به حکم اجبار به سرزمین هند رهسپار شدم، و آن روزگار آغاز تکلیف من بود، طولی نکشید که از هند بیرون آمدیم.»
مهم‌ترین نوشته وی کتاب «کشف‌اللثام در قواعدالاحکام» در فقه استدلالی است در شرح قواعد علامه حلی، که بزرگان فراوانی از جمله صاحب جواهر و سید علی طباطبایی (صاحب ریاض) در تألیفات خود از آن استفاده‌برده، و به آن استناد کرده‌اند. قبل از فاضل هندی، استادش محقق کرکی شرح قواعد را تا باب نکاح نوشته بود و فاضل هندی راه استادش را در نوشتن شرح بقیه کتاب ادامه داد. نویسنده پس از اتمام شرح کتاب دوباره به اول برگشته و بخش‌های حج، طهارت، و نماز را دوباره شرح می‌دهد. اهمیت این کتاب بدان حد است که گفته شده وقتی این کتاب نزد محمدحسن نجفی نبود چیزی از جواهر را نمی‌نوشت.
این سخن از محمدحسن نجفی است که :اگر فاضل هندی در ایران نبود گمان نمی‌کردم علم فقه به ایران رفته باشد.
همچنین وی مناظراتی با دانشمندان اهل تسنن در هند راجع به امامت علی بن ابیطالب داشته است.
از دیگر آثار او می‌توان از «مناحج‌السویه فی شرح روضةالهیه» که شرح لمعه دمشقیه به شعر است، شرح قصیده حمیری، ملخص تلخیص و شرح آن، و تلخیص کتاب شفای ابن سینا نام‌برد.

## درگذشت
او در ۲۵ رمضان ۱۱۳۷ (قمری) برابر ۱۷ خرداد ۱۱۰۴ خورشیدی مقارن با فتنه افغان وفات نموده است. وی همراه با سید یوسف خراسانی و سید محمدرضا خراسانی در مقبره مشترکی در تخت پولاد اصفهان مدفون است.